# Yael Oviedo
Yael Damaris Oviedo (Concordia, 22 maggio 1992) è una calciatrice argentina, attaccante del Rayo Vallecano e della nazionale argentina.

## Carriera

### Nazionale
Oviedo inizia ad essere convocata dalla Federazione calcistica dell'Argentina (Associazione del Calcio Argentino - AFA) per vestire la maglia della nazionale argentina dal 2010, tuttavia è con la formazione Under-20 impegnata al campionato sudamericano di Brasile 2012 e affidata al tecnico Carlos Borrello che fa la sua prima apparizione in un torneo internazionale. In quell'occasione contribuisce a raggiungere la seconda posizione nel girone finale, siglando anche una rete quella del parziale 1-1 sulle avversarie del Paraguay, incontro poi concluso sul 2-2, e grazie alla vittoria per 3-1 sulla Colombia e la sola sconfitta con il Brasile la sua nazionale accede al Mondiale di Giappone 2012, alla sua terza qualificazione al torneo mondiale di categoria.
Borrello la impiega in tutti i tre incontri del gruppo C, tuttavia la squadra si rivela incapace di essere al livello tecnico delle avversarie venendo sconfitta da Canada, Corea del Nord e Norvegia, con Oviedo che realizza a quest'ultima l'unica rete per la sua nazionale del torneo, quella del parziale 2-1, incontro poi terminato 4-1 per le europee, di conseguenza l'Argentina viene eliminata già alla fase a gironi.
Per il debutto nella nazionale maggiore in un torneo ufficiale deve aspettare i Giochi panamericani di Toronto 2015, convocata dal tecnico Julio Olarticoechea e nel quale viene impiegata in tre incontri. Nel 
In seguito è convocata dal CT Carlos Borrello al Campionato sudamericano di Cile 2018, torneo che serve anche per assegnare l'accesso al Mondiale di Francia 2019. In quell'occasione Borrello la impiega in cinque dei sei incontri disputati nel torneo, dove l'Argentina termina al terzo posto del girone finale giocandosi di conseguenza, nello spareggio CONCACAF-CONMEBOL, l'ultimo posto disponibile per il mondiale con Panama. Il doppio incontro di andata e ritorno dell'8 e 13 novembre 2018, dove Oviedo gioca solo quest'ultima, hanno visto prevalere l'Argentina con un punteggio complessivo di 5-1, riportando la nazionale sudamericana ad un Mondiale dopo l'unica sua partecipazione all'edizione di Cina 2007. Borrello decide di convocarla anche per l'edizione inaugurale della Cup of Nations, dove scende in campo in due incontri.

## Palmarès

### Club
- Campionato argentino: 1

UAI Urquiza: 2016

### Nazionale
- Giochi sudamericani: 1

Santiago del Cile 2014: medaglia d'oro